# هزارافسان کجاست؟
هِزاراَفسان کجاست؟ مفصّل‌ترین رسالهٔ پژوهشی منتشرشدهٔ بهرام بیضایی تا هنگامِ چاپ در بهارِ ۱۳۹۱ است، که به ریشه‌یابیِ داستانِ بنیادینِ هزارویک شب می‌پردازد. این کتاب جلدِ دوّمِ ریشه‌یابیِ درخت کهن به‌شمار می‌رود.

## متن
. . . وقتی شروع به نوشتن بروشور یا به قول خودشان برنوشت نمایش «شب هزارویکم» می‌کند، از دلش کتابِ هزارصفحه‌ایِ «هزارافسان کجاست؟» بیرون می‌آید. . . .

افشین هاشمی، ۱۴۰۰
کتاب سالِ ۱۳۸۴، اندکی پس از ریشه‌یابیِ درخت کهن و نمایشِ شب هزارویکُم، نگاشته شد؛ چند سال منتظرِ پروانهٔ نشرِ وزارتِ فرهنگ و ارشادِ اسلامی ماند؛ و سرانجام در بهارِ ۱۳۹۱ به صورتِ مصوّرِ رنگی چاپ شد و روزِ ۲۹ اردیبهشت در خانهٔ هنرمندانِ ایران در تهران رونما شد. نویسنده نیز پیامی تصویری فرستاد، از آمریکا، که در جشنِ رونمایی به نمایش درآمد.

## موضوع
این کتاب پارهٔ دوّمِ کتابِ ریشه‌یابیِ درخت کهن از همین نویسنده است و حاویِ جستارهای بیضایی در همانندی‌های داستانِ بنیادین هزارویک شب با داستانِ جم و ضحّاک در شاهنامه است. در «پی‌آورد» ِ سوّمِ کتاب نیز به «حقیقت چقدر آسیب‌پذیر است» ِ احمد شاملو پرداخته شده است.

### فهرستِ مندرجات
- پیش‌خوانی
- آیا هزارافسان خیالات است؟
- چشم‌ها را باید شُست!
- شَهرزاد و دین‌آزاد از کُجا می‌آیند؟
- گُذر در زمان
- سخنِ رهایی‌بخش
- درختِ سخنگو
- سَرانجامِ اسطوره
- پِی‌آوَردها:
  - زنِ بَلاگردان
  - اژدهاکُشیِ گَرشَسب
  - اژدهای شورشی
- پِیوست‌ها:
  - ترانه‌ی دُو خاتون
  - جَن و پَری
  - سرودِ نیایشِ سخن
- نگاره‌ها
- فهرست اعلام

## در چشمِ دیگران
. . . آقای بیضایی دید هنری دارد و دیدش به معنای اسطوره‌ای‌اش درست است. این اسطوره که اگر شما قصه نگویید می‌میرید، هنوز هم وجود دارد، تا تاریخ هست هم وجود دارد. شما باید قصه را کش بدهی تا زنده بمانی، شما باید برای دیکتاتور قصه بگویی که تا مرگ دیکتاتور خون‌ریز دوام بیاوری تا خود مرگ را از پا درآوری. . . . بله، ایشان خیلی حق دارند در مورد هزار افسان. اینکه برود دنبالش، این یک هنر است. آقای بیضایی هزار افسان را پیدا کرده، اصلاً نمی‌خواهد برود نسخه‌اش را پیدا کند. می‌خواهم بگویم معناً هزار افسان را پیدا کرده. آدمی است که گزافه نمی‌گوید.

ابراهیم اقلیدی، ۱۳۹۱

کار آقای بیضایی متعصبانه است. ایشان اصرار دارند که این قصه‌ها ایرانی‌اند و این حرف را بر این اساس می‌زنند که وقتی آریایی‌ها از جنوب سیبری آرام‌آرام به پایین کوچ می‌کنند، وارد منطقه‌ای می‌شوند که در آن روزگار مرزی آنها را از هم جدا نمی‌کرده است. . . . بعضی‌ها در هند ساکن می‌شوند و بعضی‌ها در این منطقه که ما امروز هستیم ساکن می‌شوند. اینها تبادل فرهنگی دارند و شاید آقای بیضایی آنها را هم ایرانی یا آریایی حساب کرده است و می‌گوید «هزارویک شب» متعلق به ماست. حتی اگر فرض کنیم این حرف درست هم باشد، نکته اینجا است که هزارویک شبی که امروز به ما رسیده دیگر آن قصه‌هایی نیست که صرفا به اینجا تعلق داشته . . . . تمدن‌های دیگری در آن نفوذ کرده‌اند و مثلا نفوذ اعراب را نمی‌توان در آن نادیده گرفت. به ویژه از دوره عباسی به این طرف . . .

محمّدرضا مرعشی‌پور، ۱۳۹۹
اولریش مارزلف نوشت: «هزارافسان کجاست؟ . . . پژوهشی جالب در زمینهٔ یافتن کهن‌الگوهای داستان بنیادین هزارویک شب است؛ گرچه فصل آغازین کتاب به راستی برای من شگفت‌آور بود . . . شاید بهتر آن بود که از این فصل آغازین کتاب به سادگی گذر کرد چرا که فاقد قاعده‌های ابتدایی پژوهشی مانند ارزیابی دقیق منابع مورد استفاده و ارجاعات است.» با این همه، مارزلف سپس‌تر پیشنهادِ البتّه مسبوق به سابقهٔ فصلِ اوّل را دربارهٔ احتمالِ ایرانی بودنِ اصلِ هزارویک شب تأیید کرد. ولی عبدالحسین آذرنگ گمانِ اصالتِ ایرانیِ پیش از هخامنشیِ هزارویک شب را خیال‌پردازانه می‌دانسته.
ابوالفضل خطیبی دربارهٔ این کتاب نوشت: «این کتاب را ببینید. شما حیرت می‌کنید که چقدر زمان گذاشته و این همه منبع را با دقت بررسی کرده است. با این همه، بین بیضایی هنرمند و بیضایی پژوهشگر فاصله‌ای است. می‌خواهم بگویم بیضایی هنرمند در اوج اوج قامت برافراشته است، اما بیضایی پژوهشگر در اوج اوج نیست. پیش خود خیال کردم آیا بهتر نبود بخشی از زمانی را که او صرف نوشتن پژوهش‌هایش کرده است، فیلم می‌ساخت، بگذریم که ساخت فیلم در ایران خود داستانی دارد غم‌انگیز یا نمایشنامه می‌نوشت. آیا کسی را می‌شناسید که در این دو حوزه در اوج اوج باشد. برای نمونه زنده‌یاد ملک الشعرای بهار و زنده باد شفیعی کدکنی؟»
شهرنوش پارسی‌پور در شهریورِ ۱۳۹۲ در رادیو زمانه دربارهٔ این کتاب سخن گفت.
احتمالاً مفصّل‌ترین گفتار دربارهٔ این کتاب از حمید امجد در جشنِ رونماییش در ۲۹ اردیبهشتِ ۱۳۹۱ در خانهٔ هنرمندانِ ایران بوده است. امجد در این روز پس از محمّد رضایی راد سخن گفت، و خلاصه‌ای از گفتارش در شمارهٔ ۱۵ دفترهای تآتر (۱۳۹۷) منتشر شده است.

### توضیحات
1. ↑  جلال ستّاری در افسون شهرزاد پیشینه‌ای از این مناقشه به فارسی به دست داده بود. سال‌ها پیش از بیضایی دانکن بلک مک‌دونالد (MacDonald, D. B. "The Earlier History of the Arabian Nights." The Journal of the Royal Asiatic Society of Great Britain and Ireland. No. 3. July, 1924. Pp. 353-397.) و دیرتر علی شلق (نقاط التطور في الأدب العربي) نیز اصلِ هزارویک شب را ایرانی می‌دانستند. محمّدعلی سپانلو نیز الف لیل و لیله را ترجمهٔ عربیِ «هزار افسانه فارسی» می‌شناخت، که بعدها باز به فارسی درآمده و شده هزارویک شب. (قصهٔ قدیم: ۱۱۱ قصه از سرچشمه‌های ایران و اسلام. تهران: نشر چشمه. ۱۳۹۰. ص. ۵۸۵.) بوده‌اند کسانی هم که اصلِ هزارویک شب را از هند دانسته‌اند؛ مثلاً ده سال پس از انتشارِ هزارافسان کجاست؟ محمود دولت‌آبادی جدال بر سرِ ایرانی یا عربی بودنِ اصلِ هزارویک شب را بیهوده شمرد و یک داستانِ هندی به نامِ «سپیده‌دم» را گواهِ ریشهٔ هندیِ این کتابِ کهن دانست. (سپیده‌دم. تهران: نشر چشمه. ۱۴۰۱. ص. ۹.)

### ارجاعات
1. ↑  هاشمی و  فرج‌پور، «هیچ گاه به کم رضایت نداد»، ۲۰۸.
2. ↑  −، «هزارافسان بهرام بیضایی در راه»، ۸.
3. ↑  لاهیجی، «هزارافسان کجاست؟»، ۱۹.
4. ↑  اقلیدی و  پورمحسن، «آنها می‌خوانند، ما افتخار می‌کنیم»، ۳۸.
5. ↑  مرعشی‌پور و  حیدر قزوینی، «روشنفکران جهان از یک ملت‌اند»، ۶.
6. ↑  مارزلف، «پاسخ به بیضایی، نگاهی به کتاب هزار افسان کجاست؟»، ۱۶۷.
7. ↑  کتاب هزارویک روز و ریشه‌های آن در ادبیات ترکی عثمانی و فارسی (۱۳۹۷)
8. ↑  تاریخ ترجمه در ایران. تهران: ققنوس. ۱۳۹۵. ص. ۷۶.
9. ↑  یاداشت‌های ابوالفضل خطیبی در وبسایت شخصی. چهاردهم نوامبر ۲۰۱۳.
10. ↑  http://fa.horaforex.com/966500-بیضایی_پژوهشگر.html%5Bپیوند+مرده%5D
11. ↑  پارسی‌پور، شهرنوش. «خانم نویسنده، قسمت ۶۶: نگاهی به کتاب «هزارافسان کجاست» پژوهشی از بهرام بیضایی». رادیو زمانه. ۱۴ شهریور ۱۳۹۲.
12. ↑  «نسخه آرشیو شده». بایگانی‌شده از اصلی در ۲۱ اکتبر ۲۰۱۶. دریافت‌شده در ۱۱ دسامبر ۲۰۱۹.
13. ↑  «نسخه آرشیو شده». بایگانی‌شده از اصلی در ۶ فوریه ۲۰۱۵. دریافت‌شده در ۲۷ ژانویه ۲۰۱۵.